# Diferencies entre sexes en l'ésser humà
Les diferencies entre sexes en l'ésser humà són aquelles que es produeixen entre homes i dones en diferents aspectes, com ara el fenotip (característiques físiques observables), el genotip (constitució genètica) i el comportament. Les diferències entre sexes en l'ésser humà són complexes i no es poden atribuir a un únic factor. És important tenir en compte que les diferències entre sexes no impliquen superioritat o inferioritat de cap dels dos gèneres, sinó que són simplement diferències que es produeixen entre homes i dones. L'estudi de les diferències entre sexes ha sigut objecte de la recerca de la ciència de la salut des de la fi del segle XX i altres disciplines.
Des del punt de vista fenotípic, les diferències entre sexes més evidents són les relacionades amb la reproducció. Així, els homes tenen òrgans reproductors externs (penis i escrot) i les dones tenen òrgans reproductors interns (úter, trompes de Fal·lopi i ovaris). També hi ha diferències en la composició corporal, amb una major quantitat de massa muscular i massa òssia en els homes i una major quantitat de greix corporal en les dones.
Des del punt de vista genètic, les diferències entre sexes es produeixen a nivell de cromosomes, amb els homes que tenen un parell de cromosomes sexuals XY i les dones que tenen un parell XX. Això es tradueix en diferències en la producció i l'acció d'alguns hormones sexuals, com ara estrògens i testosterona.
Finalment, també hi ha diferències en el comportament entre sexes, que han estat objecte de debat i investigació durant dècades. Així, s'ha observat que hi ha diferències en les habilitats quantitatives i visuoespacials entre els sexes, amb una major variabilitat en els homes. Les dones, per la seva banda, tendeixen a destacar en les habilitats verbals. No obstant, és important destacar que aquestes diferències no són universals i que hi ha moltes dones que excel·leixen en les habilitats quantitatives i molts homes que destaquen en les habilitats verbals.